# The Cohens and the Kellys (film)
The Cohens and the Kellys è un film muto del 1926 diretto da Harry A. Pollard.
Racconta in chiave comica le vicende dei rapporti tra due famiglie newyorkesi, una ebrea (i Cohen) e una irlandese (i Kelly).
Il legame tra ebrei e irlandesi viene dall'esperienza di condivisione degli stessi spazi urbani a New York tra le due comunità. Diventa tradizionale già nel vaudeville e da qui si trasmette al teatro e al cinema. Due commedie di Broadway in particolare ebbero un'importanza decisiva nel definire i personaggi e le situazioni: Two Blocks Away di Aaron Hoffman (1921) (di cui il film fu ufficialmente un adattamento) e Abie's Irish Rose di Anne Nichols (1922).
Il film ebbe tale successo da dare origine ad una serie cinematografica, The Cohens and the Kellys, che vedrà impegnati gli stessi attori principali ed alla fine conterà ben sette titoli, tra il 1926 e il 1933.

## Trama
I Cohen e i Kelly sono due famiglie, una ebrea e una irlandese, che vivono a New York nello stesso quartiere. Nonostante ci siano continue tensioni e pregiudizi tra i due gruppi, i loro figli si innamorano, si sposano ed hanno un bambino. Le famiglie all'inizio entrambe disconoscono i loro figli ma poi si riconciliano con loro e tra di loro.

## Produzione
Il film fu prodotto dalla Universal Pictures.

## Distribuzione
La Universal Pictures fece uscire il film nelle sale cinematografiche USA il 28 febbraio 1926 e quindi internazionalmente tramite altre compagnie.